# Transformador d'impedància de quart d'ona

Utilitzant una línia de transmissió com a transformador d'impedància.

Un transformador d'impedància de quart d'ona, sovint escrit com a transformador d'impedància λ/4, és una línia de transmissió o guia d'ona utilitzada en enginyeria elèctrica de longitud d'un quart de longitud d'ona (λ), acabada amb alguna impedància coneguda. Presenta a la seva entrada el dual de la impedància amb la qual s'acaba.
La relació entre la impedància característica, Z0, la impedància d'entrada, Zin i la impedància de càrrega, ZL és: {\displaystyle {\frac {Z_{\mathrm {in} }}{Z_{0}}}={\frac {Z_{0}}{Z_{L}}}}
Les alternatives al transformador d'impedància de quart d'ona inclouen circuits concentrats que poden produir la funció d'inversor d'impedància i talons per a la concordança d'impedància.

Els transformadors de quart d'ona estan il·lustrats en un gràfic de Smith d'impedància. Mirant cap a una càrrega a través d'una longitud l de línia de transmissió sense pèrdues, la impedància normalitzada canvia a mesura que augmenta l, seguint el cercle blau. A l=λ/4, la impedància normalitzada es reflecteix al voltant del centre del gràfic.

## Teoria del funcionament
Una línia de transmissió que s'acaba amb una certa impedància, ZL, que és diferent de la impedància característica, Z0, donarà lloc a una ona que es reflecteix des de la terminació cap a la font. A l'entrada de la línia, la tensió reflectida s'afegeix a la tensió incident i el corrent reflectit resta (perquè l'ona viatja en sentit contrari) del corrent incident. El resultat és que la impedància d'entrada de la línia (relació de tensió a corrent) difereix de la impedància característica i per a una línia delongitud l ve donada per;
{\displaystyle Z_{\mathrm {in} }=Z_{0}{\frac {Z_{L}+Z_{0}\tanh(\gamma l)}{Z_{0}+Z_{L}\tanh(\gamma l)}}}

Ones estacionàries en una línia de transmissió amb una càrrega de circuit obert (a dalt) i una càrrega de curtcircuit (a baix). Els punts negres representen electrons i les fletxes mostren el camp elèctric. A un quart de longitud d'ona del circuit obert, les oscil·lacions de corrent i tensió són exactament les mateixes que en un curtcircuit, i viceversa. Això reflecteix el fet que el circuit obert (Z=∞) és dual a curtcircuit (Z=0).

on γ és la constant de propagació de la línia.
Una línia de transmissió molt curta, com les que es consideren aquí, en moltes situacions no tindrà pèrdua apreciable al llarg de la línia i la constant de propagació es pot considerar com a constant de fase purament imaginària, iβ i l'expressió d'impedància es redueix a,
{\displaystyle Z_{\mathrm {in} }=Z_{0}{\frac {Z_{L}+iZ_{0}\tan(\beta l)}{Z_{0}+iZ_{L}\tan(\beta l)}}}
Com que β és el mateix que el nombre d'ona angular, {\displaystyle \beta ={\frac {2\pi }{\lambda }}\ ,}
per a una línia d'un quart d'ona, {\displaystyle l={\frac {\lambda }{4}}\ }

## Aplicacions
A les freqüències de ràdio de VHF superiors o superiors fins a freqüències de microones, un quart de longitud d'ona és prou curta per incorporar el component a molts productes, però no tan petit que no es pot fabricar amb toleràncies d'enginyeria normals, i és en aquestes freqüències on el dispositiu es troba més sovint. És especialment útil per fer un inductor a partir d'un condensador, ja que els dissenyadors tenen preferència per aquest últim.

El filtre de pas baix d'elements concentrats (superior) es pot convertir en un disseny que elimina els inductors i només conté condensadors mitjançant l'ús d'inversors J, donant com a resultat un disseny mixt d'elements concentrats i d'elements distribuïts.

Una altra aplicació és quan s'ha d'introduir energia de CC a una línia de transmissió, cosa que pot ser necessària per alimentar un dispositiu actiu connectat a la línia, com ara un transistor de commutació o un díode varactor, per exemple. Una font de tensió de CC ideal té una impedància zero, és a dir, presenta un curtcircuit i no és útil connectar un curtcircuit directament a través de la línia. L'alimentació de la CC mitjançant un transformador λ/4 transformarà el curtcircuit en un circuit obert que no té cap efecte sobre els senyals de la línia. Així mateix, un circuit obert es pot transformar en un curtcircuit.
El dispositiu es pot utilitzar com a component en un filtre, i en aquesta aplicació de vegades es coneix com a inversor perquè produeix la inversa matemàtica d'una impedància. Els inversors d'impedància no s'han de confondre amb el significat més comú d'inversor de potència per a un dispositiu que té la funció inversa d'un rectificador. Inversor és un terme general per a la classe de circuits que tenen la funció d'invertir una impedància. Hi ha molts d'aquests circuits i el terme no implica necessàriament un transformador λ/4. L'ús més comú dels inversors és convertir un disseny de filtre LC de 2 elements, com ara una xarxa d'escala, en un filtre d'un sol element. De la mateixa manera, per als filtres de pas de banda, un filtre de tipus de dos ressonadors (ressonadors i anti-ressonadors) es pot convertir en un tipus de ressonador. Els inversors es classifiquen en inversors K o inversors J depenent de si estan invertint una impedància en sèrie o una admissió de derivació. Els filtres que incorporen inversors λ/4 només són adequats per a aplicacions de banda estreta. Això es deu al fet que la línia del transformador d'impedància només té la longitud elèctrica correcta de λ/4 a una freqüència específica. Com més lluny estigui el senyal d'aquesta freqüència, amb menys precisió el transformador d'impedància reproduirà la funció d'inversor d'impedància i amb menys precisió representarà els valors dels elements del disseny original del filtre d'elements concentrats.